# Lepthyphantes alpinus
Lepthyphantes alpinus là một loài nhện trong họ Linyphiidae.
Loài này thuộc chi Lepthyphantes. Lepthyphantes alpinus được James Henry Emerton miêu tả năm 1882.